# هرالد یانر
هرالد یانر (انگلیسی: Harald Jähner؛ زادهٔ ۱ ژانویهٔ ۱۹۵۳ (سن۶۶ سال)) پدیدآور، و روزنامه‌نگار اهل آلمان است. وی استاد افتخاری دانشگاه هنر برلین در رسته روزنامه‌نگاری فرهنگی است.

## زندگی‌نامه
هرالد یانر تحصیلات خود را در رشته ادبیات، تاریخ و تاریخ هنر در فرایبورگ به پایان رساند و دکترای خود را در برلین اخذ کرد. او پس از فارغ‌التحصیلی به عنوان یک روزنامه‌نگار آزاد مشغول کار شد. از سال ۱۹۸۹ تا ۱۹۹۷ یانر رئیس بخش ارتباطات خانه فرهنگ جهانی در برلین بود. در همان زمان یعنی از ۱۹۹۴ تا ۱۹۹۷ او به عنوان یک منتقد آزاد ادبی برای روزنامه فرانکفورتر آلگماینه زایتونگ مطلب می‌نوشت. او سپس به عنوان سردبیر در روزنامه برلینر تسایتونگ مشغول به کار شد و در بین سالهای ۲۰۰۳ تا ۲۰۱۵ رئیس بخش فیلتون این مؤسسه بود. از سال ۲۰۱۱، یانر استاد افتخاری رشته روزنامه‌نگاری فرهنگی در دانشگاه هنر برلین شد. در سال ۲۰۱۹ موفق به انتشار کتاب‌های غیرداستانی «زمان گرگ»، «آلمان و آلمانی‌ها ۱۹۴۵–۱۹۵۵»، «توجه به زندگی در آلمان پس از جنگ ۱۹۴۵–۱۹۵۵» و «روهلت برلین» شد.

## جوایز
یانر در سال ۲۰۱۹ به خاطر اثر «زمان گرگ» برنده جایزه کتاب‌های غیرداستانی نمایشگاه کتاب لایپزیک شد.

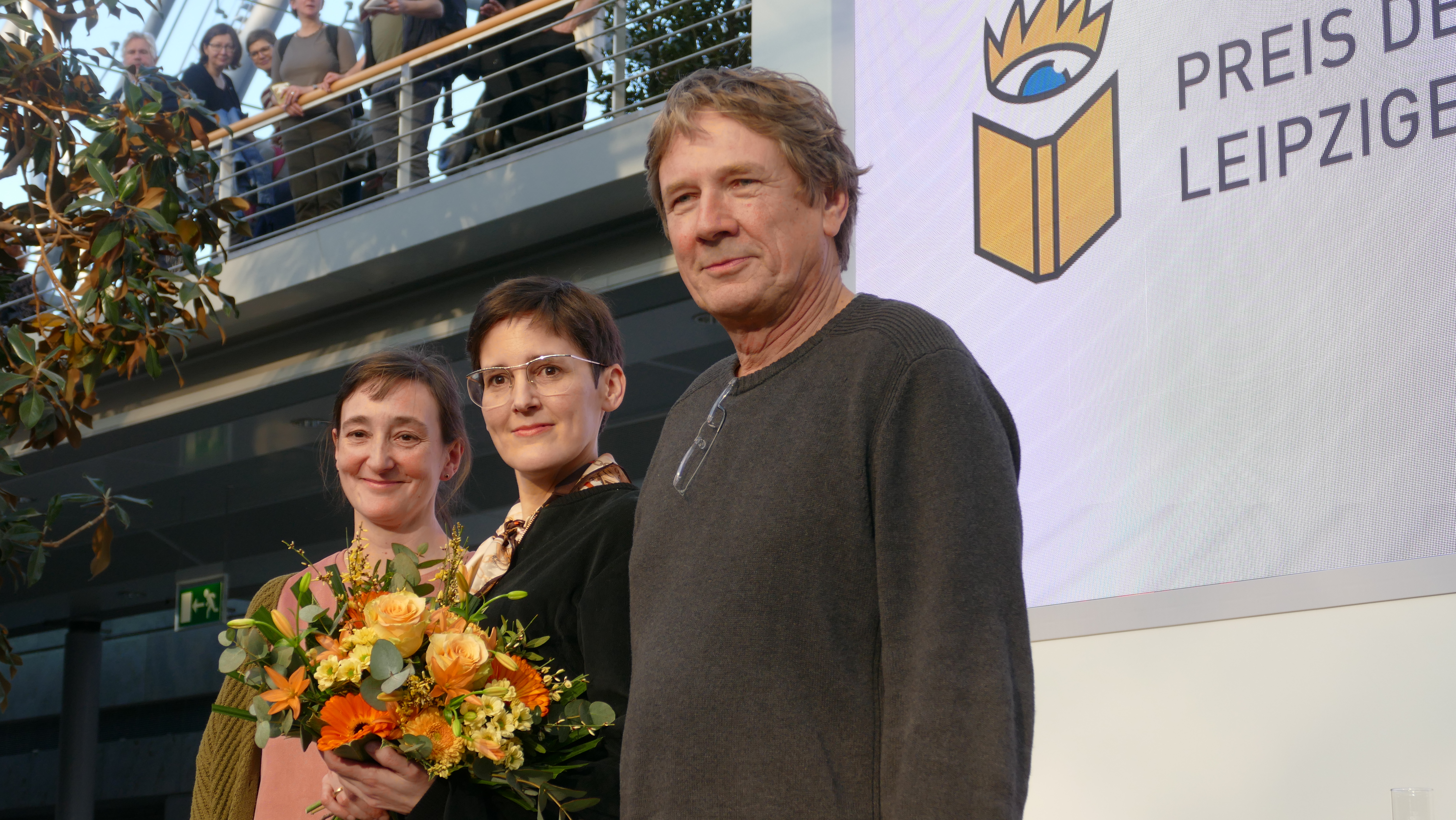
جایزه نمایشگاه کتاب لایپزیگ ۲۰۱۹ - برندگان از سمت چپ: اوا روث ون (مترجم کتاب)، آنکه استلینگ (کتاب داستان) و هرالد یانر (کتاب غیر داستانی)